# Isolepis ranko
Isolepis ranko là loài thực vật có hoa trong họ Cói. Loài này được (Steud.) Vegetti mô tả khoa học đầu tiên năm 1995.